# Lyle Conway
Lyle Conway (* in Chicago) ist ein US-amerikanischer Puppenspieler, -designer, Schauspieler und Spezialist für Spezialeffekte.

## Leben
Lyle Conway stammt ursprünglich aus Illinois.
Er arbeitete für Jim Henson an der Muppet Show, für die er Puppen schuf. Bei den Muppets war er unter anderem zuständig für das Modellieren des Kopfes von Miss Piggy.
Für den Jim-Henson-Film Der dunkle Kristall aus dem Jahr 1982 entwickelte Conway die meisten Kreaturen, insbesondere die Skeksis, Urskeks und Aughra.
Conway arbeitete an dem 1985 erschienenen Film Oz – Eine fantastische Welt. Er beaufsichtigte den Entwurf und die Entwicklung der meisten fantastischen Figuren des Films. Anschließend war er an Dennis Potters Projekt Das wahre Leben der Alice im Wonderland (Dreamchild) beteiligt, für das Jim Hanson Potter den in London für den Dunklen Kristall aufgebauten Creature Shop überlassen hatte und Conway mit der Aufsicht über das Studio betraut hatte.
Nachdem Frank Oz mit Lyle Conway bereits am Dunklen Kristall zusammengearbeitet hatte, zog er ihn für den Film Der kleine Horrorladen hinzu. Conway entwickelte und animierte die fleischfressende Pflanze Audrey II für den Film. Für den kleinen Horrorladen wurde Conway zusammen mit Bran Ferren und Martin Gutteridge 1987 für den Oscar für visuellen Effekte, 1987 den British Academy Film Award für visuelle Effekte und im selben Jahr für den Saturn Award für Spezialeffekte nominiert.
Bei dem 1988 erschienenen Der Blob war Conway zusammen mit Stuart Ziff für die Erschaffung des titelgebenden Monsters zuständig.
Für Wo die wilden Kerle wohnen entwarf er nochmals die wilden Kerle.